# Grzegorz Zajączkowski
Grzegorz Zajączkowski (Polonia, 25 de junio de 1980) es un atleta polaco retirado especializado en la prueba de 4x400 m, en la que consiguió ser medallista de bronce mundial en pista cubierta en 2003.

## Carrera deportiva
En el Campeonato Mundial de Atletismo en Pista Cubierta de 2003 ganó la medalla de bronce en los relevos de 4x400 metros, llegando a meta en un tiempo de 3:06.61 segundos, tras Jamaica y Reino Unido (plata).